# Pax Arabica
Der Ausdruck Pax Arabica (lat.: Arabischer Frieden), nicht mit Pax Islamica zu verwechseln,  bezeichnet im positiven Sinn "Friedenstiftung oder -herrschaft nach arabischem Muster". Seine Kritiker benutzen ihn für das Programm politischer, religiöser, publizistischer usw. Unterdrückung anderer als der arabischen Auffassungen, notfalls auch mit Anwendung militärischer Macht, zur Sicherung der von ihren Verfechtern gewünschten Vorherrschaft arabischer Werte.
Demnach bedeute Pax Arabica die unbedingte Herrschaft arabischer Werte, Konzepte und Ideen, des Islam, auch über Menschen innerhalb ihres Einflussbereiches, die diese Werte nicht teilen: die Superiorität, Überlegenheit des arabischen Denkens, Fühlens, Handelns über alle anderen Auffassungen auf der Welt soll hergestellt und gesichert werden.
Die Pax Arabica ist ein Gegenmodell zur westlichen Welt des Konsums und der Aufklärung. Sie stellt in Anknüpfung an die "Pax Romana" des römischen Kaiserreiches, die "Pax Britannica" (englische Kolonialherrschaft), die "Pax Mongolica" und an die "Pax Americana" (heutiges Weltgeschehen mit der Dominanz der einzig verbliebenen Supermacht USA) ein gedankliches Modell oder einen Traum arabisch verwurzelter Menschen dar, eine Regional- oder Weltherrschaft auszuüben oder anzustreben: 
in dem festen Glauben, dass unter Geltung arabischer Werte, des Islam (v. a. in der arabischen, scharfen wahhabitischen Prägung) die Welt eine insgesamt bessere (und gottgefälligere) sein werde.
Ähnlich der Transzendenz-Kategorie des Christentums wird in der Pax Arabica vom irdischen Geschehen wegverwiesen auf eine Zeit "nach dem Leben": dass also der gläubige Mensch oder der Muslim, der nach arabischen Sitten und Gebräuchen lebe und sein Tun ausrichte, dann im Jenseits, im Paradies der Verkündigung des Propheten Mohammed seine Belohnung erhalten werde. 
Historische Idealbilder der Pax Arabica sehen ihre Verfechter teils in den früheren Kalifaten von Bagdad (die Zeit von Hārūn ar-Raschīd) oder Córdoba (Al-Andalus, Andalusien) vor über 1.000 Jahren, bevor die westliche Welt und das Christentum die heutige Dominanz zur Interpretation des Weltgeschehens gewannen.